# ستيلسون هاتشينز

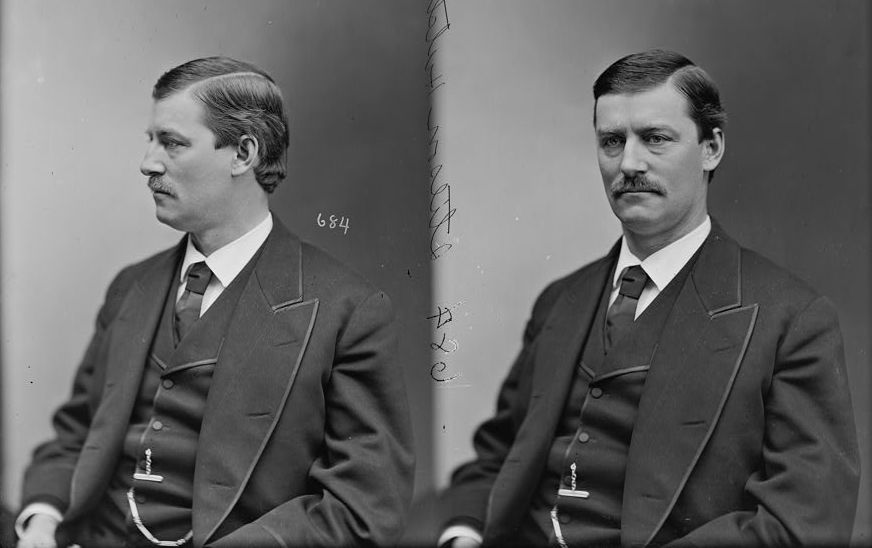
ستيلسون هاتشينز، بين عامي 1865 و 1880

ستيلسون هاتشينز (بالإنجليزية: Stilson Hutchins)‏ (14 نوفمبر 1838 - 23 أبريل 1912) كان مراسلًا وناشرًا لصحيفة أمريكية، اشتهر بأنه مؤسس صحيفة واشنطن بوست.

## الحياة والوظيفة
ولد هاتشينز في وايتفيلد، مقاطعة كوس، نيوهامبشاير، في 14 نوفمبر 1838، وهو ابن ستيلسون إيستمان هاتشينز وكلارا إيتون هاتشينز. انتقل إلى سانت لويس، وأسس صحيفة سانت لويس تايمز في عام 1866، وأصبح ممثل ولاية ميزوري للحزب الديمقراطي.
انتقل بعد ذلك إلى واشنطن العاصمة، حيث أسس صحيفة واشنطن بوست لتعزيز وجهات نظر الحزب الديمقراطي.
نُشر لأول مرة في 6 ديسمبر 1877؛ في غضون عام، تجاوز التوزيع 6000 نسخة في اليوم. في عام 1880، انضم المهاجر المجري المولد جوزيف بوليتسر إلى طاقم العمل. بحلول عام 1888، قطع هتشينز ولاءه للديمقراطيين، واشترى المنافس الوحيد للصحيفة، الجمهوري الوطني. باع واشنطن بوست في عام 1889.
في عام 1889، كلف هاتشينز بتمثال بنجامين فرانكلين للوقوف عند زاوية شارع بنسلفانيا والشارع العاشر، ويطل على ما كان آنذاك مكاتب واشنطن بوست. في عام 1890، طلب منحوتة لتشارلز ديكنز من فرانسيس إدوين إلويل، لكنه تراجع عن الصفقة. في عام 1900، قام هاتشينز أيضًا بتمويل نصب دانيال ويبستر التذكاري في جايتانو ترينتانوف في سكوت سيركل، واشنطن العاصمة.
في أغسطس 1883، استأجر هتشينز جزيرة جوفيرنورز، على بحيرة وينيبيسوكي في جيلفورد، نيو هامبشاير، من أشعيا موريل من جيلفورد، مقابل 1000 دولار سنويًا لمدة 99 عامًا، «مع امتياز شراء الجزيرة في غضون عشرين عامًا بمبلغ 20 ألف دولار». دخل الترتيب حيز التنفيذ في 1 يناير 1884. بنى هوتشينز قصرًا على الجزيرة في عام 1885. في عام 1897، اشترى هاتشينز مزرعة الشوفان في ليسبورغ، فيرجينيا، لكنه لم يعش في العقار مطلقًا، وفي النهاية باعه إلى وليام كوركوران يوستيس في عام 1903، وفي عام 1903، أجَّر القصر لسفير ألمانيا، البارون شبيك فون ستيرنبرغ، الذي أسس السفارة الصيفية هناك مع حاشية لا تقل عن 20 شخصًا. كتب البارون لاحقًا أن المنظر من القصر كان رائعًا مثل أي شيء في سويسرا أو بافاريا، وأن الإعلانات التي قدمها للمنطقة تسببت في بيع ممتلكات صيفية أخرى. تم بيع القصر من قبل عائلة هاتشينز في أواخر العشرينيات من القرن الماضي وتم إحراقه في 1 أغسطس 1935.[بحاجة لمصدر] بينما كان القصر في يوم من الأيام هو الوحيد في الجزيرة، يوجد الآن العشرات من المنازل الخاصة الكبيرة.
أصبح هتشينز فيما بعد ناشر صحيفة واشنطن تايمز الأولى التي أسسها النائب تشارلز جي كون في عام 1894، ثم باعها لاحقًا إلى فرانك إيه مونسي، الذي باعها إلى ويليام راندولف هيرست، الذي باعها إلى إليانور جوزفين ميديل باترسون («سيسي» باترسون)، التي دمجتها مع «واشنطن هيرالد» لتشكيل واشنطن تايمز هيرالد. اشترتها عائلة ماير في عام 1954، ثم دمجتها مع صحيفة واشنطن بوست.
توفي هتشينز في منزله عن عمر يناهز 73 عامًا في واشنطن العاصمة في 23 أبريل 1912، ودفن في مقبرة روك كريك.